# Booster separation motor
Il Booster separation motor (motore di separazione booster) sullo Space Shuttle è un motore a razzo relativamente piccolo che separa i motori a propellente solido riutilizzabil dalla navetta prima che essa lasci l'atmosfera terrestre. Questa separazione si verifica dopo circa 2 minuti di tempo dal lancio e il loro utilizzo richiede meno di un secondo. 
Questi motori sono prodotti dalla ATK Launch Systems Group, parte di Alliant Techsystems (ATK) Inc., presso il loro impianto a Brigham City, Utah.